# 캐논 EOS 40D
캐논 EOS 40D(Canon EOS 40D)는 2007년 8월에 발표된 준전문가용 디지털 SLR 카메라이다. 22.2 × 14.8 mm 크기의 1010만 유효 화소 CMOS 이미지 센서를 가지고 있다. 캐논 EOS 30D의 후속 기종이며, 캐논 EF-S 렌즈 마운트 및 캐논 EF 렌즈 마운트를 지원한다.
이전 모델인 EOS 30D에 비해 개선된 점으로는 화소수, 자동 초점 시스템, 연사 속도, 연속 촬영 매수, 뷰파인더 크기, LCD 크기, 먼지 제거 기능, 라이브뷰 기능 추가 등이 있다. 특히, EOS 30D는 중앙의 1개 AF 포인트만 크로스 형태였으나, EOS 40D는 9개의 AF 포인트 모두가 크로스 형태로 제작되어 자동 초점의 정확도가 높아졌다.
40D는 캐논 EOS 400D와 비교했을 때, 신호대잡음비가 30% 정도 향상되었고 핫픽셀(hot pixel)의 개수가 줄어들었다.
경쟁모델로는 니콘 D300, 소니 A700, 올림푸스 E-3 등이 있다.

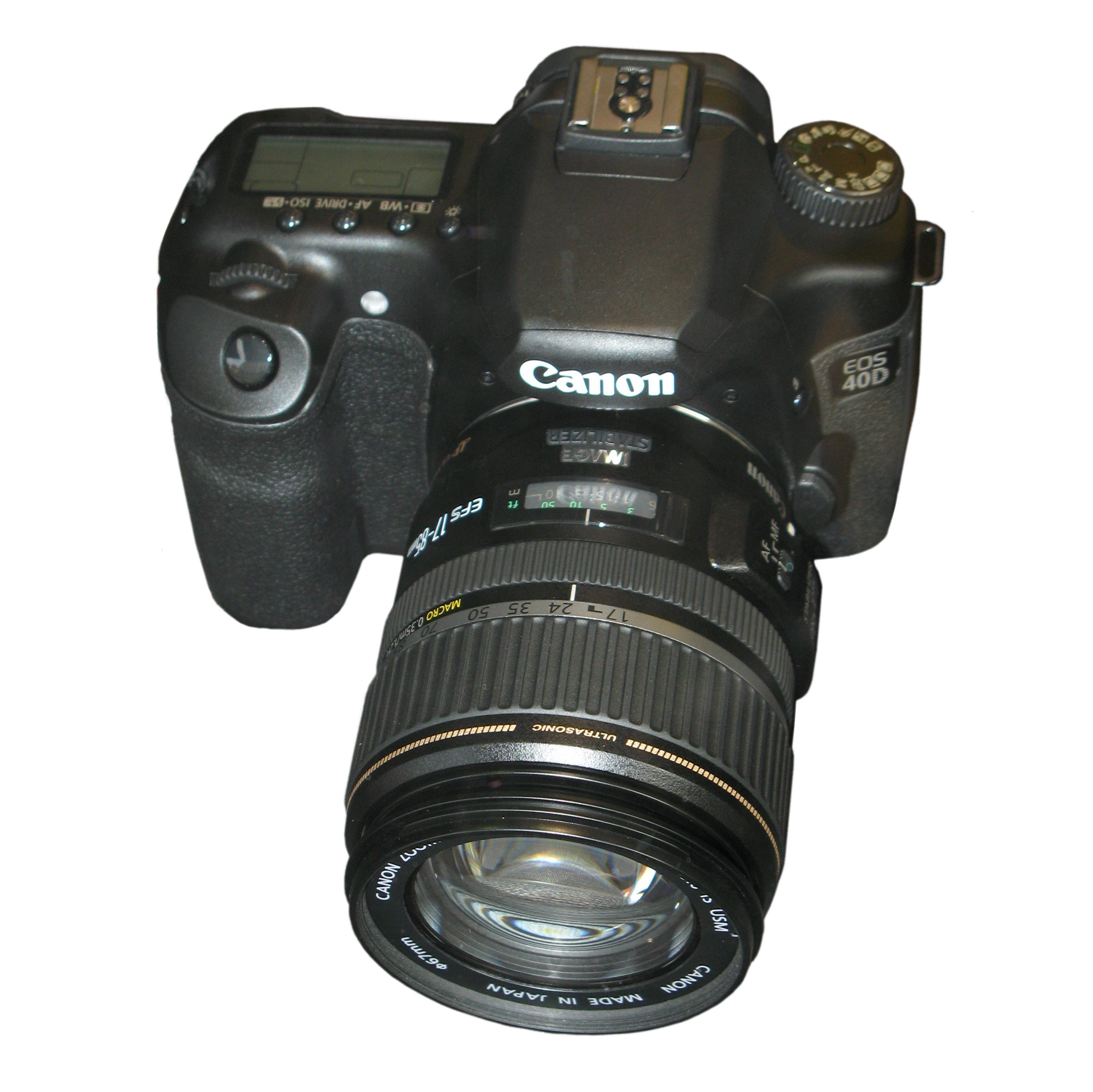
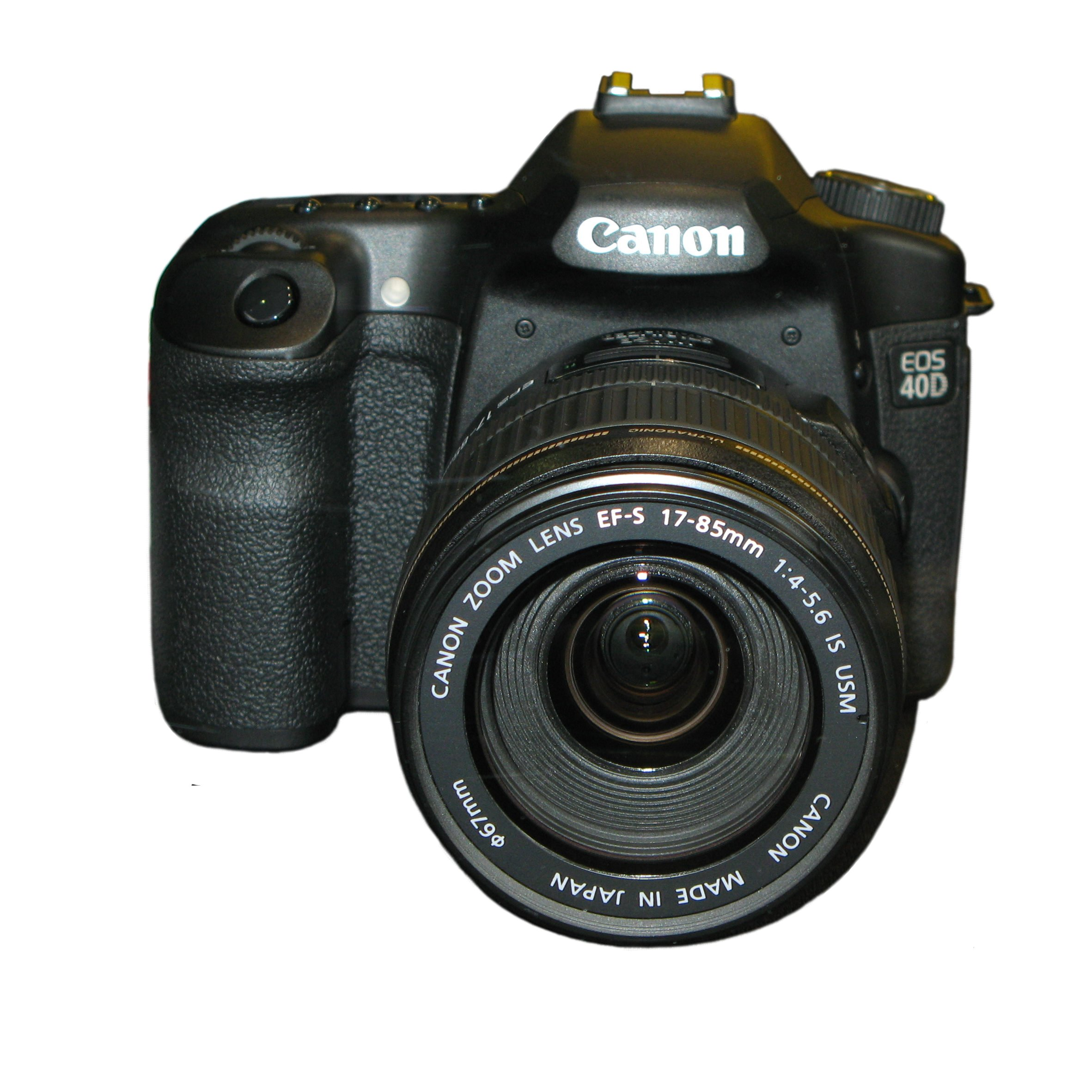
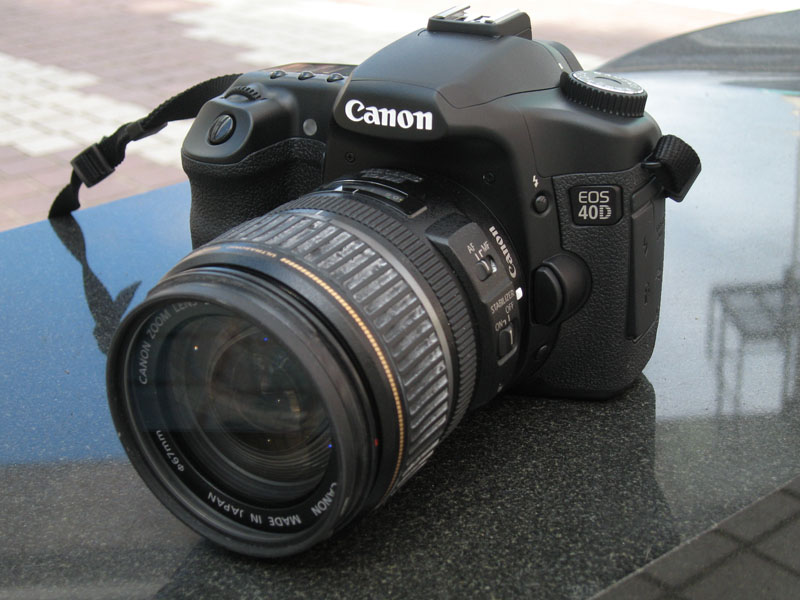
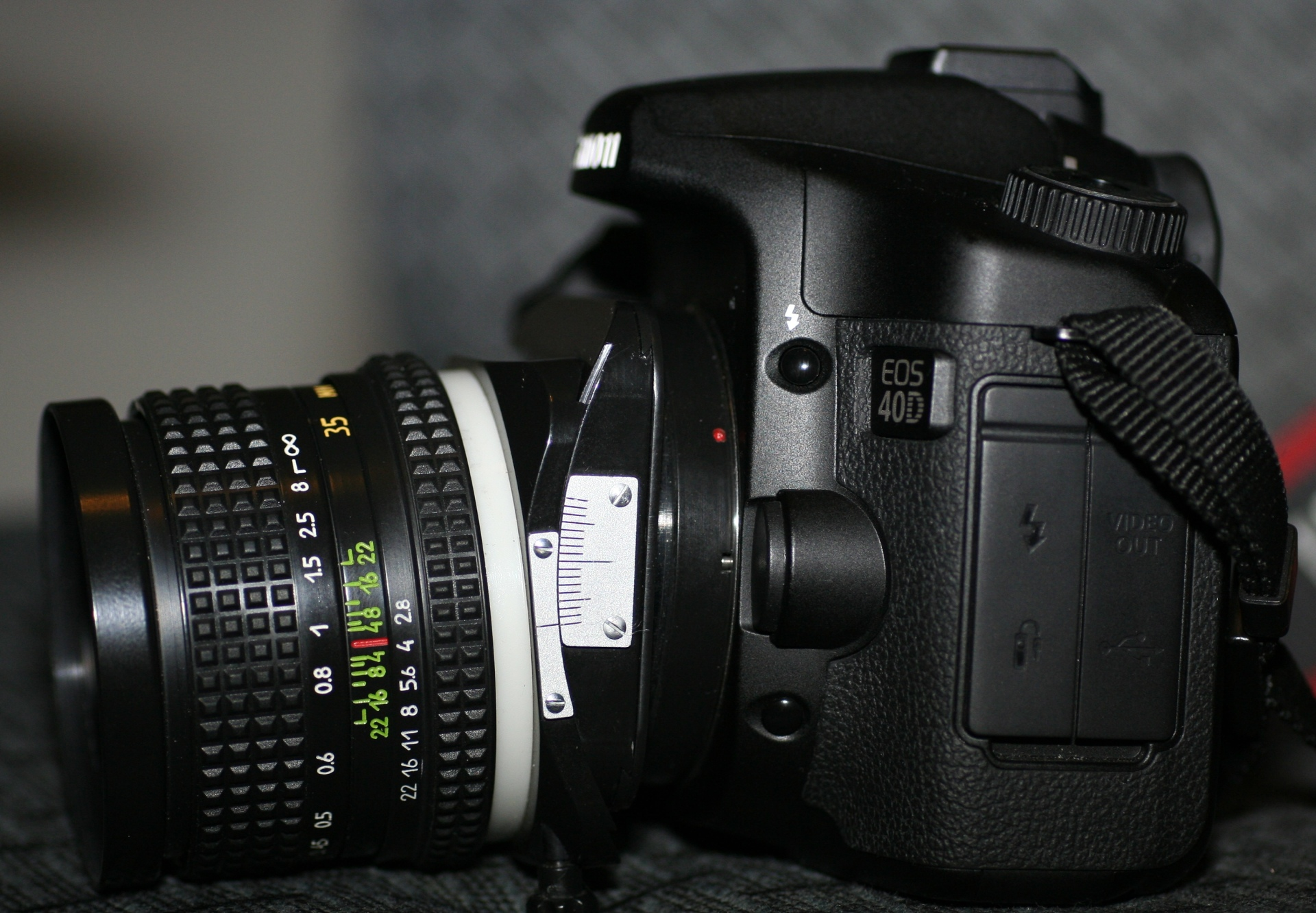

## 같이 보기
- 캐논
- 캐논 EOS
- 캐논 EF 마운트
- 캐논 EF-S 마운트